# Мончинці (Хмельницька область)
Мо́нчинці — село в Україні, у Красилівській міській громаді Хмельницького району Хмельницької області. Населення становить 329 осіб.

## Історія
У 1906 році село Чернелевецької волості Старокостянтинівського повіту Волинської губернії. Відстань від повітового міста 38 верст, від волості 6. Дворів 70, мешканців 561.
Колишній орган місцевого самуправління — Чернелівська сільська рада.

## Відомі люди
- Пасєка Віктор Степанович (1965—2021) — молодший сержант Збройних сил України, учасник російсько-української війни.